# Елія (Валґрен)
Преосвященнійший Елія (фін. Matti Veli Juhani Wallgrén; народився 8 грудня 1961) — архієрей Православної Церкви Фінляндії, архієпископ Куопіо, обраний 28 листопада 2024 Предстоятелем ПЦФ. У п’ятницю, 29 листопада 2024 року, Елія поїде до Константинополя, де буде підтверджено його обрання. Елія розпочне свою діяльність на новій посаді 1 грудня 2024 року. Офіційна інавгурація архієпископа відбудеться в неділю, 15 грудня 2024 року в Успенському соборі в Гельсінкі. Його попередник архієпископ Лев, який обіймав посаду з 2001 року, йде на спокій. 
Раніше Преосвященнійший Елія посідав православну катедру міста Оулу, будучи архієреєм Фінської Православної Церкви. Призначений на катедру 11 січня 2015 року. На цій катедрі став наступником митрополита Пантелеймона (Сарго), який пішов у відставку в червні 2013.

## Родина
Родина Матті Валґрена карело-шведського походження, при чому мати була  православною, а батько - етнічний швед - прийняв православну віру лише в старості.

## Освіта
Матті Валґрен закінчив школу в західно-карельському місті Каяані, продовживши  навчання у Стокгольмському університеті, де він студіював шведську і чеську філологію. Він також вивчав педагогіку, щоб стати учителем загальноосвітньої школи в Стокгольмі. Вісім років прожив у Швеції. Також два роки жив у Чехії, працюючи екскурсоводом.
Валґрен приєднався до Православної Церкви в Гельсинкі 1994 року. З 1996 по 2001 рік вивчав теологію в Університеті Йоенсуу. Він також співав у церковному хорі та ніс послух читця.
В 2001 році став семінаристом Володимирської православної духовної семінарії в Крествуді, Нью-Йорк, де отримав ступінь магістра богослов’я.

## Духовна кар'єра
29 травня 2003 митрополит Амвросій рукоположив Матті Валґрена у сан диякона в церкві Святого Германа Аляскинського в місті Еспоо.
1 вересня 2003 року архієпископ Лео (Макконен) рукоположив Матті Валґрена у сан пресвітера в місті Ювяскюля, призначивши його до цієї ж церкви штатним священиком.
В 2003–2006 роках отець Матті Валґрен служив священником у православній парафії Ювяскюля, а 2006–2014 служив другим священиком храму міста Вааса. Отець Матті Валґрен був єдиним священником у величезному за розміром деканаті, і за його свідченнями, щороку проїжджав до 45 тис. км..

## Обрання єпископом
Отець Матті Валґрен був обраний митрополитом Оулу в монастирі Уусі Валамо на Синоді в листопаді 2014 року. Церковний собор обрав загалом трьох осіб кандидатами, а собор єпископів обрав двох із них для остаточного обрання. Під час остаточних виборів Валґрен отримав 17 голосів, а вікарний єпископ Арсеній (Гейкінен) отримав 16 голосів. Один делегат залишив порожній бюлетень. 
Згодом ці вибори викликали певну полеміку. Синод не мав жодної інформації про отця Матті Валґрена до виборів, навіть його біографії, хоча було відомо, що він дав згоду на участь у виборах ще за два тижні до виборів. Також критикували, що нового єпископа обрали делегати від Гельсінської єпархії, оскільки в інших двох єпархіях так мало делегатів, що вони не сформували б більшості. Архієпископ Лео поскаржився, що новий владика прийшов «наче з-за дерева»..
«Я сказав це раніше і можу також сказати в цьому контексті, що я справді бажаю, щоб у таких важливих питаннях, як вибори єпископів, пропозиції були на столі церковної ради задовго до розгляду цих питань — а не останньої ночі, і не вночі — не як сюрприз у церковній раді. Документи потрібно подавати хоча б тижнями, якщо не місяцями раніше, але й цього недостатньо. Це питання має бути представлене членам церкви, ЗМІ та іншими способами, щоб люди могли якось психічно підготуватися і щоб їхні думки могли дозріти на цю тему та на те, яке рішення може бути прийнято. Справа в тому, що ця природа не повинна виходити, як кажуть, з-за дерева. … Я думаю, що тут, у Гельсінкі, певна група людей була засліплена власною швидкістю».
Ігумен Ново-Валаамського (Уусі Валамо) монастиря архімандрит Сергій постриг протоієрея Матті  в чернецтво з ім'ям Елія на честь пророка Іллі. Наступного дня у монастирі Уусі Валамо митрополитом Пантелеймоном (Сарго) зведений у сан архімандрита.
Елія висвячений на єпископа в Оулу 11 січня 2015 року. Хіротонію здійснив архієпископ Лео Макконен, а йому співслужили чотири фінські єпископи.
У січні 2015 року митрополит Елія відвідав Константинополь, де архієпископ Лео познайомив його з патріархом Варфоломієм.

## Обрання Предстоятелем Фінської Церкви
Митрополит Елія був обраний предстоятелем Православної Церкви Фінляндії на Синоді, що відбувся 28 листопада 2024 року. Архієпископ Лео за станом здоровʼя подав прохання про почислення на спокій..  
Нового предстоятеля привітав митрополит ПЦУ Євстратій (Зоря), який відзначив його глибоку освіту та великий життєвий досвід. Новообраний архієпископ є великим другом України та українців.
Як і його попередник, архієпископ Елія займає чітку проукраїнську позицію. Православна Церква Фінляндії однозначно засуджує загарбницьку війну Росії проти України та підтримку цієї війни з боку Російської Православної Церкви. Ось як предстоятель охарактеризував становище РПЦ в православному світі та ставлення до неї з боку Православної Церкви Фінляндії:
«Стосовно Російської Церкви, на жаль, доводиться констатувати, що навіть якщо закінчиться війна в Україні, навіть якщо зміниться керівництво Російської Церкви, повернення до колишніх відносин не може відбутися відразу. Там вся керівна еліта як держави, так і церкви віддана ідеології «русского мира». Це ускладнює спілкування між нашими церквами.»
Архієпископ Елія володіє багатьма мовами. Серед них шведська, чеська, польська, англійська, німецька.